# Municipio de Villa Aldama
El Municipio de Villa Aldama es uno de los 212 municipios en que se divide el estado mexicano de Veracruz, ubicada en la Región Capital, su cabecera es Villa Aldama.

## Historia
El decreto 89 del 21 de mayo de 1929, creó el municipio de Villa Aldama con comunidades del Municipio de Perote que le fueron segregadas, la cabecera municipal se instaló en la antigua congregación de la Ermita Grande cambiando su nombre a Villa Aldama.

## Escudo
Está integrado en tres secciones; en la parte superior destaca entre los colores nacionales la efigie del héroe insurgente Juan Aldama a la izquierda en campo de oro, luce una planta de maguey tomada de un códice tal como lo representaban los aztecas. A la derecha una pequeña ermita, nombre primitivo con que se conocía anteriormente a Villa Aldama y pastando unos borregos símbolo de la ganadería del municipio y finalmente en un cintillo de oro el nombre Villa Aldama.

## Geografía
El municipio de Villa Aldama se encuentra en el centro del estado en la denominada Región Capital, sus coordenadas extremas son 19°39′2″ de latitud norte y 97°13′15″ de longitud oeste y su altitud fluctúa entre los 2500 y los 2280 metros sobre el nivel del mar; es uno de los municipios más pequeños del estado, siendo su extensión total de 51.5 kilómetros cuadrados que equivalen al 0.1% de la superficie total de Veracruz.
Limita al oeste y al norte con el municipio de Altotonga, al noreste con el municipio de Las Minas, al sureste con el municipio de Las Vigas de Ramírez y al sur con el municipio de Perote.

## Demografía
El municipio lo habitan 12.492 personas, según el Censo de Población y Vivienda de 2020; y es categorizado como semiurbano.
El municipio lleva este nombre en honor al capitán Juan Aldama, quien fue uno de los caudillos de la Independencia de México y abuelo de los fundadores de la actual Villa. Villa Aldama tiene un clima templado y regular, con abundantes lluvias en verano y algunas más en otoño.
El municipio de Villa Aldama celebra su fiesta religiosa en honor a la Sagrada Familia del domingo siguiente a la natividad de Nuestro Señor Jesucristo y las fiestas en honor a la Santa Cruz del 3 de mayo y prácticamente todos los demás días domingo de mayo. 

## Principales ecosistemas
Flora
Su vegetación es de tipo bosque frío de pináceas, en la que predominan los pinos y cipreses dado que estos son la vegetación característica de las zonas con bajas temperaturas. Pero también es posible hallar en la parte alta, especies de ilites y encinos a los que se suman los árboles frutales de: capulin, tejocote, manzana, pera y ciruela.
Fauna
Existe una gran variedad de animales silvestres, entre los que se encuentran conejo, zorro, mapache, tejón, ardilla, armadillo, víboras así como una gran variedad de insectos. Por otra parte, también se observa la presencia de aves como: gorriones, jilgueros, calandrias y colibríes además de algunas rapaces como gavilanes y zopilotes.

## Recursos naturales
Su riqueza está representada por minerales como el tepezil, la arena y arcilla.

## Características y uso de suelo
Su suelo es de tipo andosol se caracteriza por su formación de cenizas volcánicas, con tonalidad rojiza y susceptible a la erosión, y esta distribuido de la siguiente manera: 82% territorio agrícola, 12% ocupado por viviendas, 3% comercios, 3% oficinas y espacios públicos.

## Principales localidades
- Colonia Libertad, se encuentra ubicada a 4 kilómetros al norte de la cabecera municipal y cuenta con 3769 habitantes.
- Cruz Blanca se encuentra ubicada al noreste de la cabecera a 13 km. y cuenta con 2299 habitantes.
- Cerro de León se encuentra ubicada a 2 kilómetros al noreste de la cabecera y cuenta con 1037 habitantes.
- San Andrés Buena vista, ubicada a 2 kilómetros al noroeste de la cabecera municipal con un aproximado de 1200 habitantes.
- La Soledad, ubicada a 2 kilómetros al norte entre la cabecera municipal y la localidad de la Colonia Libertad, con una población cercana a 100 habitantes.